# Ligne de tramway 12 (SNCV Groupe du Littoral)
La ligne 12 est une ancienne ligne du tramway de Knokke de la Société nationale des chemins de fer vicinaux (SNCV).

## Histoire

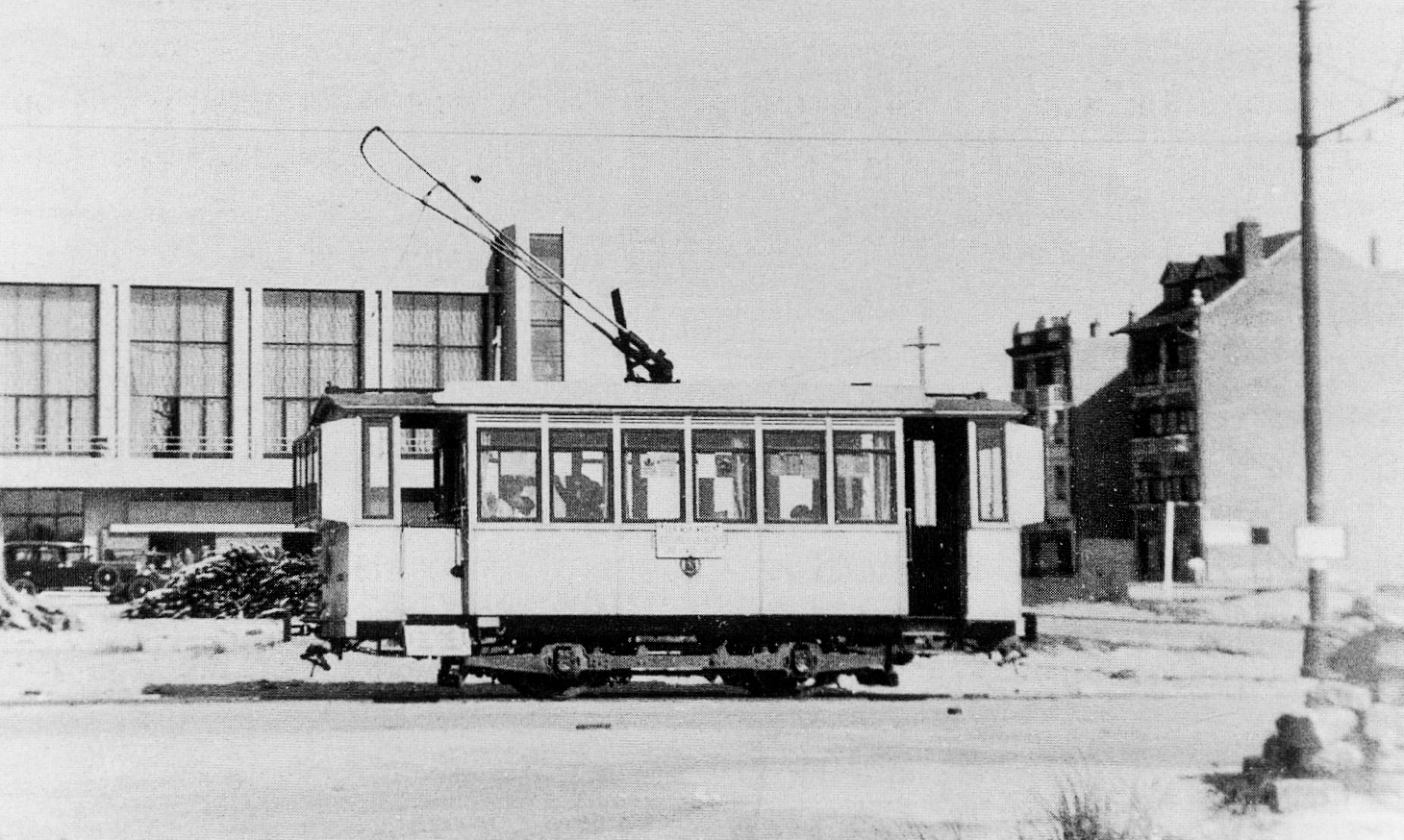

21 juillet 1929 : mise en service entre le casino de Knokke et Oosthoek Siska, nouvelle section Knokke Bayauxlaan - casino (capital 37).
30 juin 1951 : suppression et remplacement par une ligne d'autobus sous le même indice.